# Ноколе ди Провеце (Бреша)
Ноколе ди Провеце је насеље у Италији у округу Бреша, региону Ломбардија.
Према процени из 2011. у насељу је живело 18 становника. Насеље се налази на надморској висини од 235 м.